# Longxingquan
Il Longxingquan (龙形拳, Pugilato ad Immagine di Drago) è uno stile di arti marziali cinesi classificabile come Nanquan e come Xiangxingquan.

## Origini
Il Longxingquan è stato creato durante il regno di Qianlong dell'epoca della dinastia Qing da Lin Yaogui (林耀桂) un uomo del Guangdong. Lin studiò con il proprio padre e con il monaco Guangjin (廣進) che insegnava Shaolinquan sul monte Shaoshishan (少室山) del Fujian. In seguito divenne studente di Huang Lianjiao (黃連嬌), e successivamente di Da Yu (大玉) che gli insegnò Wumeiquan (五枚拳).

## Taolu
Queste sono le principali sequenze dello stile: Shiliugong (十六功), Santong Guoqiao (三通过桥), Wu Ma Gui Xian (五马归槽), Huamei Tiaojian (画眉跳涧), ecc.